# 다카하라촌 (교토부)
다카하라촌(일본어: 高原村)은 일본 교토부 후나이군에 있던 촌이다.

## 역사
- 1889년 4월 1일 - 정촌제 시행에 의해 4촌의 구역을 가지고 성립하였다.
- 1955년 4월 1일 - 슈치정과 합병해, 단바정이 성립, 동일 다카하라촌은 폐지되었다.

## 교통

### 철도
- 일본국유철도
  - 산인본선

### 도로
- 국도 제9호선

## 참고문헌
- 角川日本地名大辞典 26 京都府